# Boyfriend (Ashlee Simpson-låt)
"Boyfriend" är den första singeln från sångerskan Ashlee Simpsons andra album, I Am Me (2005). Den är producerad av John Shanks, som också samarbetade med Simpson på hennes debutalbum, Autobiography (2004), och som alla de andra låtarna på I Am Me skrevs låten av Simpson, Shanks och Kara DioGuardi. "Boyfriend" nådde topp 20 på Billboard Hot 100.

## Låtlista
1. "Boyfriend" [Album Edit]
2. "Boyfriend" [Instrumental]
3. "La La" [Fernando Garibay Edit]
4. "Boyfriend" [Musikvideo]

UK CD maxi single
1. "Boyfriend" [Album Edit]
2. "Boyfriend" [Garcia & Page Remix]
3. "La La" [Fernando Garibay Edit]
4. "Boyfriend" [Musikvideo]

UK CD single
1. "Boyfriend" [Album Edit]
2. "Pieces of Me" [Album Edit]

Benelux CD single
1. "Boyfriend" [Album Edit]
2. "Boyfriend" [Frantic Remix]